# 綠色植生牆

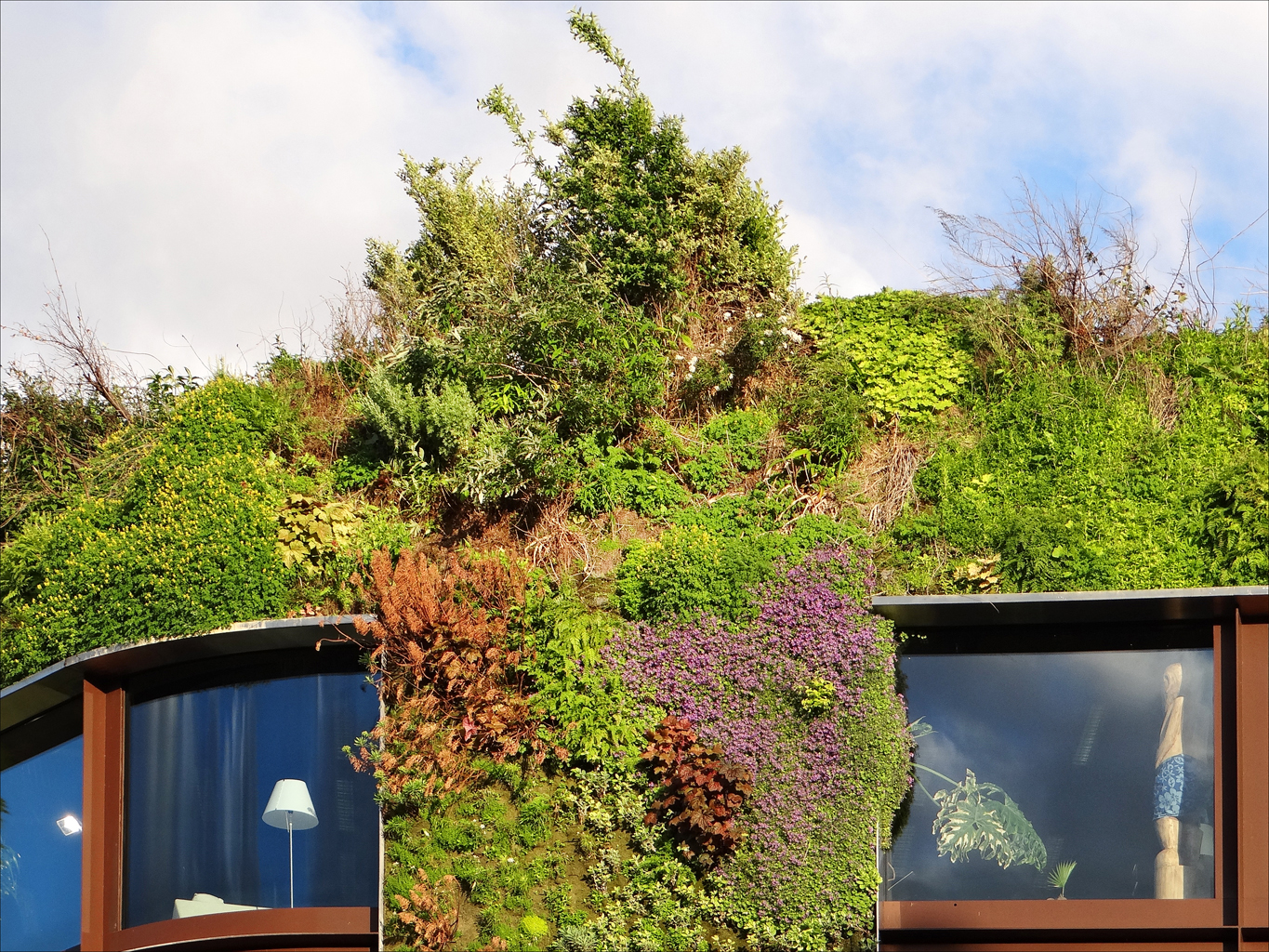
帕特里克·布朗克（Patrick Blanc）的布朗利河岸博物館的外墙綠色植生牆的细节（2012年）.

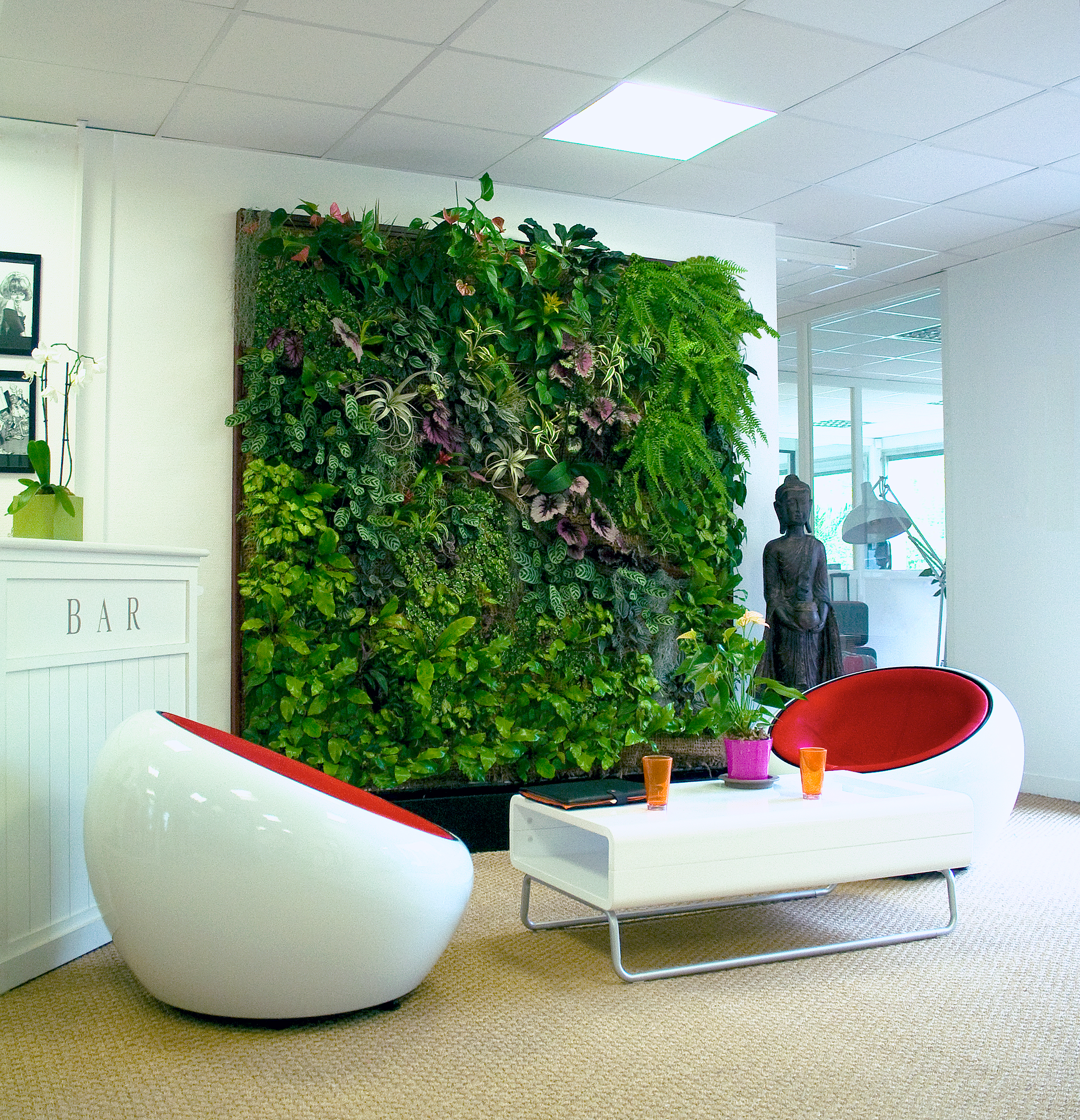
綠色植生牆

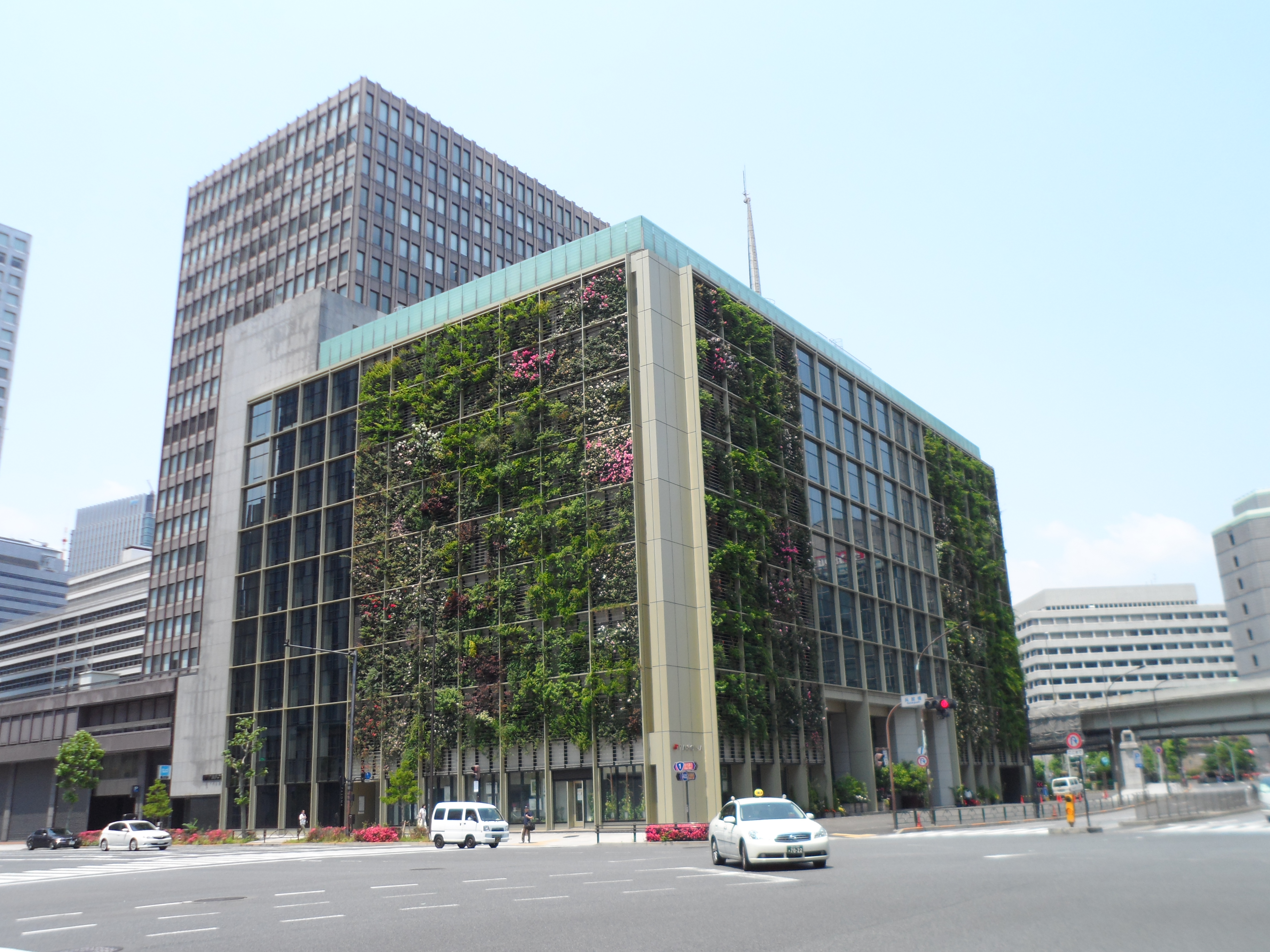
日本Pasona公司东京总部大楼外部的绿色植生墙

綠色植生牆或称垂直花園（英語：或）可以是獨立的牆面，或一棟建築的牆面，牆上大部分或一部分種滿花草或蔬菜，植物則種於土壤或非有機的生長介質上。綠色植生牆的概念，可追溯至西元600年前、巴比倫的空中花園。現代的綠色植生牆結合了水耕栽培，是1931-38年，由伊利諾大學厄巴納-香檳分校的懷特教授（Stanley Hart White）首先發明的。懷特握有最早的綠色植生牆專利，他認為這種新型態的園藝方法，可解決現代園藝設計所遇到的一些難題。。現今最新的大型綠色植生牆，則結合創新的水耕栽培科技。
目前雖然有許多人以為綠色植生牆的概念，是由帕特里克·布朗克先生於1980年代後期開始發展的，並將此概念歸功於他，但事實上，實際的發明者為懷特教授，他是景觀設計系的教授，於1938年已取得綠色植生牆系統的一項專利。

## 功能
綠色植生牆通常被用於為市區的建築物降溫。在城市裡，熱量持續貯積的基本原因是隔熱，路面和建築物吸收太陽輻射熱貯存熱量於建築材料中，其後這些材料向空間中再輻射。而植物表面因蒸散作用不會升至高於周邊環境4－5°C。
綠色植生牆的植物也有去除大氣中懸浮微粒的功能，葉面越粗糙且葉毛越密集者效果最佳。例如：常春藤、紅杉等。
垂直花園是水資源再利用的一種途徑，植物有可能透過吸收其中的養分淨化輕度污染的廢水。垂直花園具備城市建築藝術、花園藝術的功能，並且因為提供新鮮空氣，可減少建築物綜合症發病率。

### 引用
1. 1 2  Richard L. Hindle (2012): A vertical garden: origins of the Vegetation-Bearing Architectonic Structure and System (1938), Studies in the History of Gardens & Designed Landscapes: An International Quarterly, 32:2, 99-110
2. 1 2  Ong, B.  (2003).  Green plot ratio: an ecological measure for architecture and urban planning.  Landscape and Urban Planning, 63 (4).  Retrieved June 19, 2009, from ScienceDirect database.
3. ↑  Tomson, Mamatha; Kumar, Prashant; Abhijith, K.V.; Watts, John F. . Science of The Total Environment. 2024, 921: 170950. doi:10.1016/j.scitotenv.2024.170950.